# Série de pièces commémoratives américaines pour le centenaire des Jeux olympiques
La série de pièces commémoratives américaines pour le centenaire des Jeux olympiques est une série commémorative non circulante émise par la Monnaie des États-Unis en 1995 et 1996 et frappée par les Monnaies de San Francisco, de Philadelphie et de West Point.
En 1992, le Congrès autorise un total de 16 pièces commémoratives pour le centenaire les Jeux olympiques d'été de 1996 à Atlanta (loi publique 102-390) : deux pièces de 50 cents en alliage cuivre-nickel, quatre pièces de 1 dollar en argent et deux pièces de 5 dollars en or à émettre en 1995 et 1996 (8 pièces par année). En 1995, les pièces d'un demi-dollar honorent le baseball et le basket-ball ; les dollars en argent honorent la gymnastique, le cyclisme, l'athlétisme et les Jeux paralympiques ; et les pièces d'or de 5 $ représentent un porteur de torche olympique et le stade olympique. En 1996, les pièces de 50 cents honorent la natation et le football ; les dollars honorent l'aviron, le tennis, le saut en hauteur et les Jeux paralympiques ; et les half eagles représentent un porteur de drapeau et la vasque olympique. Les recettes sont réparties également entre le comité d'Atlanta pour les Jeux olympiques et le comité olympique des États-Unis.

## Contexte
Les Jeux olympiques d'été de 1996 sont un événement sportif international multisports qui se tient du 19 juillet au 4 août 1996, à Atlanta, en Géorgie, aux États-Unis. Ce sont les quatrièmes Jeux olympiques d'été organisés par les États-Unis et marquent le 100e anniversaire des Jeux olympiques d'été de 1896 à Athènes, l'édition inaugurale des Jeux olympiques modernes. Ce sont également les premiers Jeux olympiques d'été depuis 1924 à se tenir une année différente de celle des Jeux olympiques d'hiver, dans le cadre d'une nouvelle pratique du CIO mise en œuvre en 1994 visant à organiser les Jeux d'été et d'hiver durant des années paires alternées.
Les Jeux d'Atlanta sont considérés comme les plus importants jamais organisés dans ce pays, et le programme de pièces olympiques de la Monnaie des États-Unis est conçu pour être à la hauteur de l'ampleur des Jeux. La Monnaie frappe seize pièces, en or, argent et alliage cuivre-nickel, dont deux pièces paralympiques.

## Législation
Le projet de loi H.R.3654 est introduit à la Chambre par Doug Barnard Jr. (en), représentant démocrate de la Géorgie, le 29 octobre 1991. Après y avoir apporté quelques amendements, notamment quant au nombre et type de pièces, la Chambre approuve le projet de loi le 1er juillet 1992 et l'envoie au Sénat le lendemain. Celui-ci l'approuve, sans amendements le 19 septembre et l'envoie au président George H. W. Bush le 25 septembre. Ce dernier le signe le 6 octobre 1992 pour en faire la loi publique 102-390.

## Dessins

### Demi-dollars

#### 1995
Le motif du revers, créé par T. James Ferrell, est commun aux deux demi-dollars olympiques émis en 1995. Il représente le logo du comité pour les Jeux Olympiques d'Atlanta placé dans l'océan Atlantique sur une carte du monde. Les inscriptions comprennent le pays émetteur, UNITED STATES OF AMERICA, la valeur faciale, HALF DOLLAR, ATLANTA et la devise E PLURIBUS UNUM,.
L'avers du demi-dollar de baseball représente un frappeur, un receveur et un arbitre. Il est dessiné par Edgar Z. Steever. Les inscriptions sont LIBERTY, la devise IN GOD WE TRUST, la date d'émission, 1995 et les anneaux olympiques surmontés de l'inscription USA,.
L'avers du demi-dollar basket-ball, dessiné par Clint Hansen et gravé par Alfred Maletsky, représente trois hommes qui jouent au basket. Il comprend les mêmes légendes que la pièce baseball, auxquelles s'ajoute XXVI OLYMPIAD,.

#### 1996
Tout comme les deux pièces de 50 cents de 1995, celles de 1996 ont le même revers, œuvre de Malcolm Farley. Il comporte un arrangement de la flamme olympique, des anneaux olympiques et du nombre 100. Le tout est entouré des inscriptions UNITED STATES OF AMERICA, E PLURIBUS UNUM et ATLANTA 1996. La valeur faciale HALF DOLLAR apparaît au centre de la pièce, séparée par la flamme olympique,.
L'avers du demi-dollar football féminin est dessiné par Clint Hansen et représente deux femmes jouant au football. Les inscriptions comprennent LIBERTY, IN GOD WE TRUST, ATLANTA XXXVI OLYMPIAD, la date d'émission, 1996 et les anneaux olympiques surmontés de l'inscription USA,.
L'avers pièce natation est réalisé par William Krawczewicz. On y voit un nageur, en papillon, dans une piscine. Les légendes qui y figurent sont LIBERTY et IN GOD WE TRUST au-dessus du nageur, et la date d'émission, 1996, en-dessous,.

### Dollars

#### 1995
Respectant le principe des demi-dollars olympiques, les pièces de 1 dollar ont toutes les quatre le même revers. Il comporte deux mains jointes qui représentent le concept de fraternité et d'esprit d'équipe incarné par les Jeux olympiques. Il est dessiné par William Krawczewicz et gravé par T. James Ferrell. Les inscriptions comprennent le pays émetteur, la devise latine E PLURIBUS UNUM, ATLANTA et la valeur faciale, ONE DOLLAR,,,.
L'avers de la pièce paralympique représente un coureur aveugle attaché à son compagnon voyant pendant une course. Le dessin est réalisé par James C. Sharpe et gravé par Thomas D. Rogers. Les inscriptions sont les suivantes : TRIUMPH OF THE HUMAN SPIRIT (triomphe de l'esprit humain), PARALYMPICS (Jeux paralympiques), IN GOD WE TRUST, LIBERTY et la date d'émission, 1995. Ces trois dernières inscriptions se retrouvent sur les quatre pièces. Le logo paralympique apparaît à côté de l'inscription en braille pour SPIRIT,.
Le dollar cyclisme représente trois hommes faisant du vélo au centre de la pièce. Les inscriptions qui l'entourent sont XXVI OLYMPIAD, accompagné des trois inscriptions communes et les anneaux olympiques surmonté de USA, tout comme sur les dollars gymnastique et athlétisme.Cette face est conçue par John Mercanti, graveur en chef de la Monnaie des États-Unis,.
La pièce athlétisme représente deux sprinters courant vers la ligne d'arrivée. Les couloirs de la piste 2,3,4,5 sont visibles ainsi que les mêmes inscriptions que le dollar cyclisme. Cette pièce est également créée par John Mercanti,.
La quatrième pièce de 1 dollar est consacrée à la gymnastique. On y voit un gymnaste masculin aux anneaux et une gymnaste féminine debout avec les bras tendus. Les légendes sont celles qui sont communes aux trois pièces olympiques. Cette dernière pièce est l'œuvre de Jim Sharpe,.

#### 1996
Le revers de 1996, à nouveau commun aux quatre pièces émises, est similaire à celui des demi-dollars de la même année, mais avec une disposition différente. La flamme olympique stylisée se trouve sur la gauche, au lieu d'être au centre et les inscriptions E PLURIBUS UNUM, ATLANTA et la date d'emission, 1996 sont sur la droite, accompagnés de la légende CENTENNIAL OLYMPIC GAMES. Le tout est entouré par le référence au pays émetteur, UNITED STATES OF AMERICA et la valeur faciale de la pièce, ONE DOLLAR,,,.
L'avers du dollar d'argent paralympiques de 1996, créé par James C. Sharpe, représente un athlète en fauteuil roulant participant à une épreuve d'athlétisme. Le mot spirit apparaît en braille et le logo des Jeux paralympiques est inclus. Les autres inscriptions sont TRIUMPH OF THE HUMAN SPIRIT (triomphe de l'esprit humain) et PARALYMPICS, comme sur le dollar de 1995, IN GOD WE TRUST, LIBERTY et la date d'émission, 1996. Ces trois dernières légendes sont communes aux quatre pièces de l'année,.
Le dollar aviron représente quatre hommes qui rament, selon le dessin de Bart Forbes. Les légendes sont XXVI OLYMPIAD, les anneaux olympiques surmontés de USA, que l'on retrouve aussi sur les pièces tennis et saut en hauteur et les trois inscriptions communes à toutes les pièces,.
La pièce tennis représente une femme jouant au tennis et s'apprêtant à frapper la balle. Les inscriptions sont les mêmes que sur les autres pièces, ainsi que les anneaux olympiques, auxquelles il faut ajouter ATLANTA. Elle est conçue par James C. Sharpe et gravée par Thomas D. Rogers,.
La dernière pièce, le saut en hauteur, montre un athlète exécutant un saut en hauteur selon la technique Fosbury Flop. Les inscriptions sont les trois communes à tous les dollars de l'année et les anneaux olympiques que l'on retrouve sur les trois pièces olympiques. Elle est dessinée par Calvin Massey,.
|                              |
| Le revers du dollar de 1996. |

|                                     |
| L'avers du dollar cyclisme de 1995. |

|                                       |
| L'avers du dollar athlétisme de 1995. |

### Half eagles

#### 1995
Le revers de la pièce de 5 dollars en or représente un pygargue à tête blanche tenant une bannière dans son bec. La bannière porte les dates du centenaire — 1896-1996. Les autres inscriptions sont le pays émetteur UNITED STATES OF AMERICA, la devise E PLURIBUS UNUM et la valeur faciale FIVE DOLLARS. Il dessiné par Frank Gasparro et est utilisé pour les deux pièces commémoratives olympiques de 1995,.
L'avers du half eagle Olympic Stadium présente le dessin du stade olympique utilisé pour les Jeux olympiques de 1996, ainsi que le logo du comité Atlanta, le nombre 100 surmomnté des anneaux olympiques et d'une flamme olympique stylisée. Les inscriptions comprennent LIBERTY, THE CENTENNIAL GAMES, IN GOD WE TRUST, ATLANTA et la date d'émission, 1995. Le dessin est créé par Marcel Jovine,.
La pièce de 5 dollars Torch Runner représente un coureur portant la torche olympique jusqu'à la vasque. L'horizon d'Atlanta apparaît à l'arrière-plan. Les légendes sont LIBERTY, IN GOD WE TRUST, ATLANTA 1996 et la date d'émission, 1995. Il est dessiné par Frank Gasparro et gravé par John Mercanti,.

#### 1996
Le revers, une création de William Krawczewicz, est le même dessin pour les deux pièces de 5 dollars en or de 1996. Il affiche le logo du comité d'Atlanta pour les Jeux Olympiques, entouré de feuilles de laurier, qui rappellent les couronnes de laurier offertes aux athlètes lors des Jeux olympiques de l'Antiquité. Les inscriptions sont le pays émetteur, UNITED STATES OF AMERICA, la valeur faciale, FIVE DOLLARS, ATLANTA et la devise E PLURIBUS UNUM,.
L'avers de la pièce de 5 dollars la vasque olympique représente un athlète allumant la flamme olympique. Elle est dessinée par Frank Gasparro, qui conçoit également la pièce d'or Torch Runner émise l'année précédente. Les inscriptions sur la pièce comprennent LIBERTY, IN GOD WE TRUST, la date d'emission, 1996 et les anneaux olympiques, surmontés de USA,.
La pièce du porteur de drapeau représente des athlètes américains portant le drapeau de leur pays alors qu'ils entrent dans le stade olympique. Elle comporte les mêmes légendes que l'autre pièce de cinq dollars de 1996, sauf ATLANTA. Elle est dessinée par Patricia L. Verani,.

## Production et vente
Les fonctionnaires du département du Trésor et le comité d'Atlanta 1996 présentent les dessins de 16 pièces en novembre 1994. Ils espèrent récolter 147,5 millions de dollars pour les Jeux du Centenaire. « En créant des motifs étonnants, nous avons renforcé l'attrait des pièces », déclare Mary Ellen Withrow (en), trésorière des États-Unis.
La loi qui autorise la frappe de la série commémorative permet une émission maximale de 475 000 pièces de 5 dollars (175 000 et 300 000 exemplaires pour 1995 et 1996, respectivement), 1 750 000 dollars ((750 000 et 1 000 000 exemplaires) et 5 millions de pièces d'un demi-dollar (2 et 3 millions d'exemplaires).
Le prix de vente pour les différentes pièces, en version brillant universel et belle épreuve, respectivement, sont : 11,50 et 12,50 $ pour les demi-dollars, 31,95 et 34,95 $ pour les dollars et 249 et 259 $ pour les half eagles.
Un total de 217 731 exemplaires de half eagles est vendu — 173 354 belle épreuve et 44 377 brillant universel — tandis les ventes de pièces de 1 dollar atteignent 1 241 695 unités — 1 058 706 belle épreuve et 182 989 brillant universel — et finalement, 966 418 pièces d'un demi-dollar sont écoulées — 528 879 belle épreuve et 437 539 brillant universel. 